# Едмонтозавр
Едмонтозавр (англ. Edmontosaurus — «ящір з Едмонтону», від грец. σαῦρος — «ящір») — рід качконосих динозаврів. Добре збережені скам'янілі залишки знайдені в західній частині Північної Америки (навіть виявлено кілька скам'янілих мумій) віком від 73—65,5 млн років.
Едмонтозавра класифікують як «гадрозавра»(підродина гадрозаврідів без гребеня) тісно пов'язаний з родом «анатотитан». Іноді припускають, що це синоніми. Едмонтозавр — один з найбільших гадрозаврідів: довжина до 13 метрів, маса приблизно 4 тони.
Едмонтозавра відкрито й вивчено у 1917 році, за рештками, виявленими на півдні Канади. Раніше деякі види виділялися в окремі роди: Claosaurus, Thespesius, Trachodon, а також Anatosaurus. Едмонтозавр був широко розповсюджений по всій західній частині Північної Америки. Вивчення порід, в яких він був знайдений, дозволяє припустити, що він жив на прибережній рівнині. Едмонтозавр був травоїдним, і в основному пересувався на чотирьох кінцівках, але при необхідності міг підніматися на дві.
Відомі масові поховання останків: можливо, що едмонтозаври вели стадний спосіб життя. Знайдено залишки, на яких є відбитки зубів тиранозавра.

## Опис

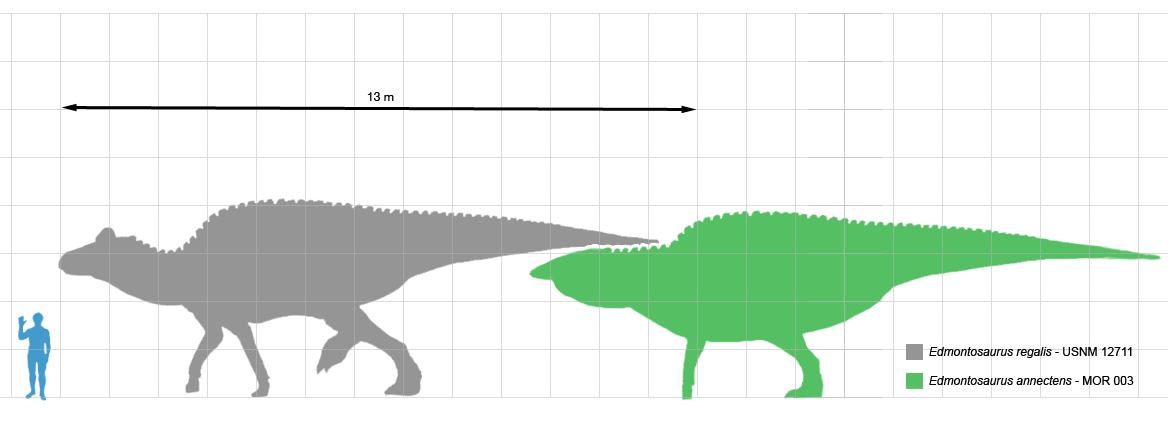
Порівняння розмірів E. regalis і E. annectens з людиною

Едмонтозавр був описаний на основі трьох зразків. Як і інші гадрозавриди, едмонтозаври були великим тваринам з довгим, стислим з боків хвостом і з широким «качиним» дзьобом на кінці морди. Передні ноги едмонтозавра були не такими довгими і потужними як задні, але тим не менше, більшу частину часу він пересувався на чотирьох ногах. Різні види едмонтозаврів досягали різних розмірів: дорослі особини E. regalis досягали 11 метрів в довжину (хоча деякі скам'янілості показують, що цей вид був дещо більший, можливо до 12 метрів. або навіть 13, а важили близько 4 тонн). E. regalis — найбільший вид едмонтозавра, хоча якщо крупний гадрозаврід анатотитан є синонімом E. annectens, можливо найбільшим виявиться E. Annectens". Типовий зразок E. regalis  — NMC 2288, оцінюється в 9—12 метрів завдовжки.
Досить точно вдалося визначити довжину двох добре збережених примірників молодих особин E. annectens під порядковими номерами USNM 2414 и YPM 2182. Примірник під номером USNM 2414, як показують виміри, досягав 8 метрів у довжину, а екземпляр під номером YPM 2182 — 8,92 метра. Однак, є скелет E. annectens завдовжки близько 12 метрів. E. saskatchewanensis був менше, приблизно 7 метрів завдовжки.

### Будова скелета
Череп едмонтозавра був близько метра в довжину, у E. regalis і E. annectens череп був сплюснутим і тим самим нагадував череп анатотитана.
У профіль череп едмонтозавра мав трикутну форму. Як і інші гадрозаврини, едмонтозавр не мав гребеня на голові. Якщо дивитися на череп зверху, то можна помітити, що його дзьоб був широким, як у колпиць. Дзьоб був покритий шаром кератину й не мав зубів. Висновки про те, що дзьоб був покритий кератином, зроблені на основі вивчення мумій, товщина кератинового покрову досягала 8 сантиметрів. Носові отвори едмонтозавра були видовженими і розташовувалися в середині черепа.
В одного зразка були виявлені очноямкові склеротичні кістки (у деяких тварин, маленькі кісточки, які підтримують око). У едмонтозавра також було виявлено стремінце.
Зуби були присутні на верхній і нижній щелепній кістці. Зуби безперервно змінювалися, одному зубу було потрібно близько року, щоб вирости. Зуби едмонтозавра (як і в інших гадрозаврид) з'єднувалися в так звані «батареї», в кожній з яких було шість зубів. Число зубів з віком збільшувалося. У різних видів едмонтозавра була різна кількість зубних батарей: 51—53 на верхній щелепі і 48—49 на нижній у E. regalis 43 батареї на верхній і 36 на нижній у E. annectens і 52 на верхній і 44 на нижній у E. saskatchewanensis.

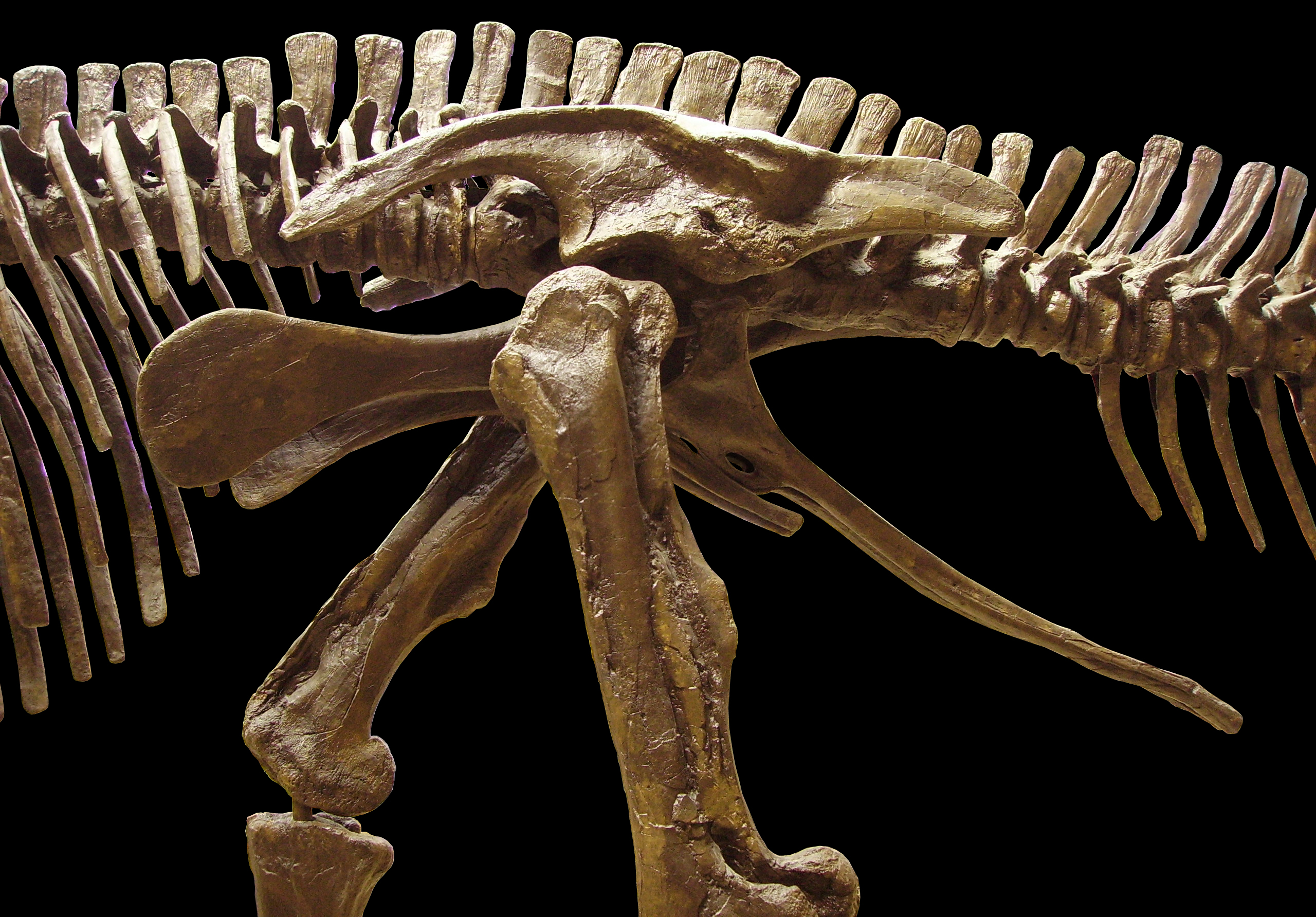
Фотографія тазової області едмонтозавра

Число хребців відрізняється в різних видів. В E. regalis було тринадцять шийних, Вісімнадцять спинних і дев'ять крижових хребців, а точна кількість хвостових невідома, тим часом, як у інших гадрозаврид були наявні 50—70 хвостових хребців, тому кількість хвостових хребців цього примірника, можливо, було перебільшено. Пересуваючись на чотирьох ногах едмонтозавр тримав грудну частину тулуба нахиленою вниз, а шию, ймовірно, тримав піднятою вгору, в результаті чого передня частина його хребта вигиналася U-подібно. Хвіст і поперекову область едмонтозавр тримав паралельно поверхні землі. Велику частину спини і хвоста едмонтозавра було укріплено кістковими сухожилками, завдяки чому він міг тримати хвіст прямо, що допомагало тварині утримувати рівновагу.
Лопатки були довгими і плоскими, розташовувалися вони майже паралельно лінії хребетного стовпа. Основні м'язи стегна прикріплялися до чотирьох кісток: стегнової, подовженої клубової, сідничної і лобкової кістки. Через будову стегна едмонтозавр не міг приймати вертикальне положення, оскільки в такому положенні стегнова кістка просто вискочила б з тазостегнового суглоба. Крижові хребці підтримували клубову кістку. Стегнова кістка едмонтозавра була досить рівною, але на середині мався виступ для прикріплення м'язів. До цього виступу прикріплялися м'язи, які з'єднували стегнові кістки з хвостовими хребцями, що стабілізувало становище стегнової кістки. На кожній задній нозі малося три пальці, серед яких були відсутні великий і мізинець. На всіх трьох пальцях малися копита. Передні кінцівки були менш довгими і потужними, ніж задні. На плечовій кістці був присутній великий виступ — дельтопекторальний гребінь (лат. deltopectoral), для прикріплення м'язів. Ліктьова і променева кістки були відносно витонченими і крихкими, плечова кістка і передпліччя були приблизно однієї довжини. Зап'ястя було влаштовано досить просто. На всіх передніх кінцівках було чотири пальці, з яких був відсутній великий. Третій і четвертий пальці були приблизно однакової довжини і при житті були зрощені. Хоча другий і третій пальці мали подібну до копита фалангу, вона покривалася шкірою й не використовувалася при пересуванні, відповідно, в едмонтозавра був тільки один опорний палець на кожній з передніх лап. Мізинець був рудиментарним і складався тільки з однієї фаланги.

## Мумії

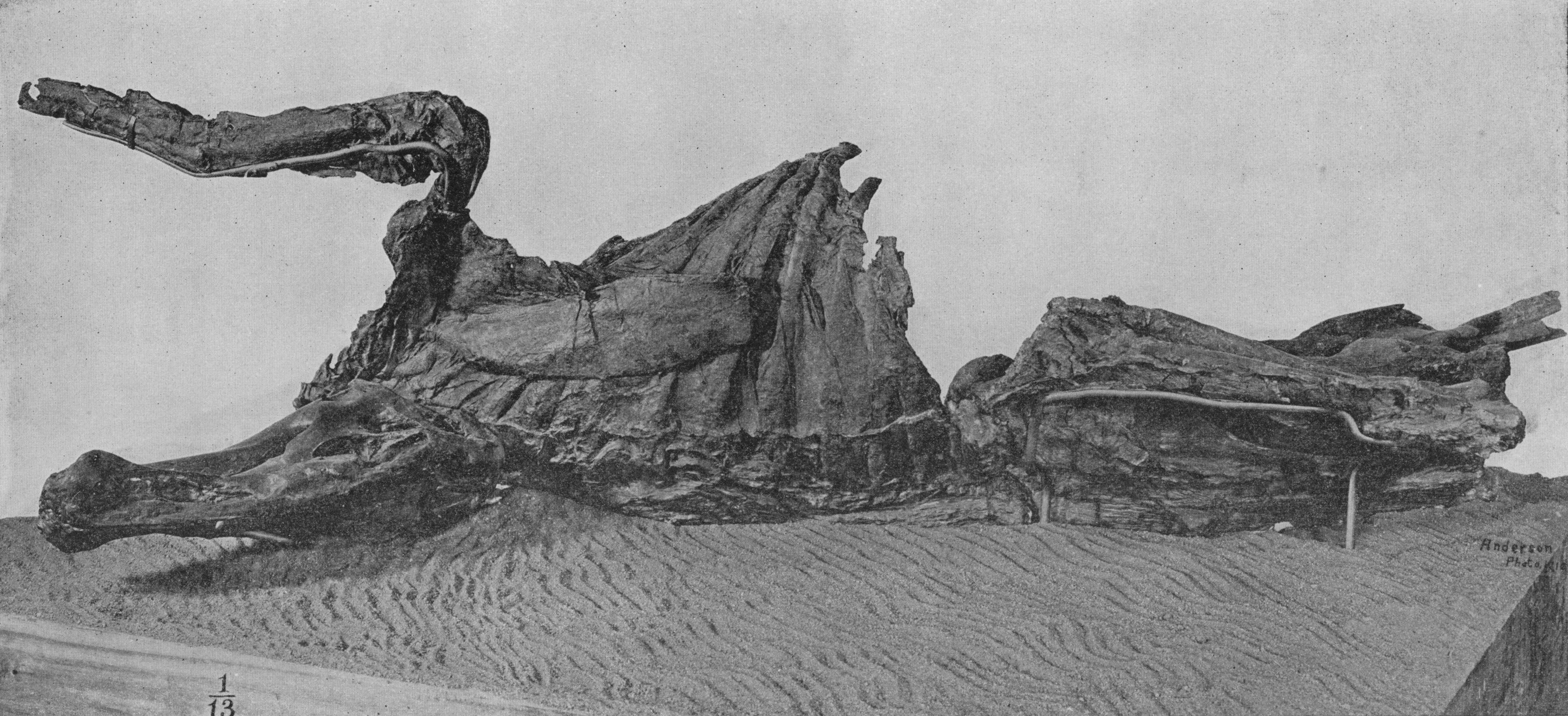
Екземпляр AMIH 5060 (Фотографія 1912 p.)

На багатьох зразках едмонтозавра були виявлені залишки шкіри. Деякі екземпляри збереглися особливо добре, наприклад екземпляр під порядковим номером AMIH 5060, виявлений на початку XX століття, і екземпляр, що отримав прізвисько «Дакота», який очевидно мав органічні сполуки залишків шкіри. Завдяки цим знахідкам можна повністю відновити текстуру шкіри едмонтозавра. Палеонтологи виявили «Дакоту» в 2004 на території штату Північної Дакоти в США, скам'янілі останки якої щільно загрузли в кам'яній породі. Більша частина породи була видалена дослідниками протягом двох років. У результаті перед очима фахівців постала скам'яніла шкіра, зв'язки, сухожилля.
Примірник AMIH 5060, раніше відносили до сумнівного роду Trachodon, тепер належить до виду  E. annectens. У цього примірника видно залишки шкіри на морді, значній частині шиї і тулуба, а також частково на кистях і ногах. Хвіст і частина ніг не збереглися а деякі області з відбитками шкіри на спині, шиї і передніх лапах були випадково видалені під час препарування скам'янілостей. Цей екземпляр, як припускають вчені, муміфікувався в мулі висохлої річки, близько берега. Місце виявлення й поза показують, що тварина померла під час тривалої посухи, можливо тварина хотіла пити, підійшла до того місця, де мала знаходитися річка, і загрузла Також можливо, що ящір був похований при раптовій повені.

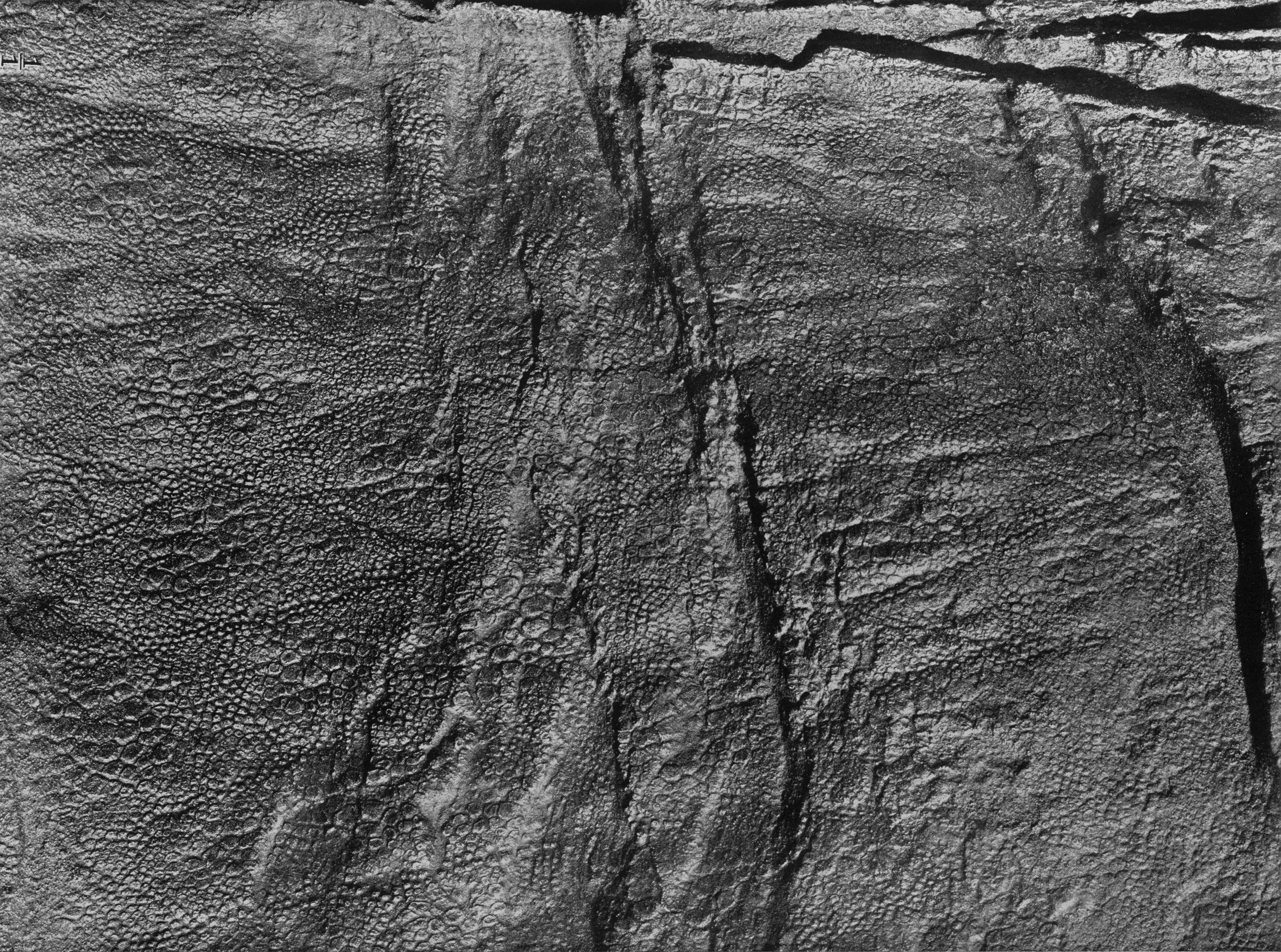
Луска з живота примірника AMIH 5060

Як показують дослідження мумій едмонтозавра, його епідерміс був тонким, лусочки не перекривалися одна з одною й нагадували лусочки жілатье. На більшій частині тіла було тільки два види лусок: маленькі і опуклі, в діаметрі 1—3 міліметра і великі плоскі і багатокутні, звичайно не більше 5 міліметрів у діаметрі, але на передпліччях досягали 10 міліметрів. Вони були згруповані в невеликі групи лусочок одного виду. На більшій частині тіла лусочки були згруповані овально, але на плечі лусочки групувалися рядами. Взагалі, групи лусочок були великими на верхній частині тіла і дрібними на нижній стороні. Групи до 50 сантиметрів у діаметрі знаходилися на верхній частині тулуба.

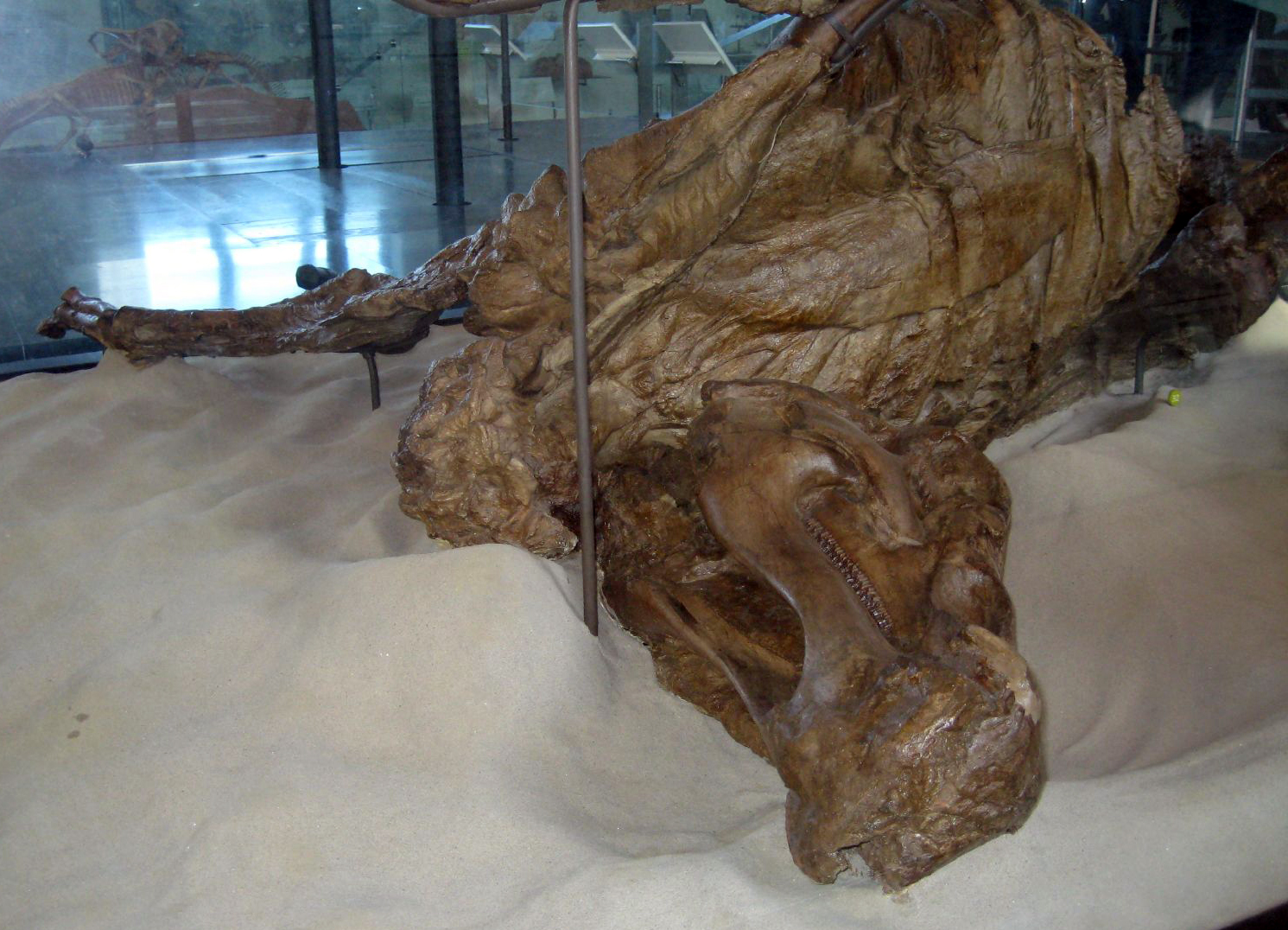
Зразок AMIH 5060

Єдині відбитки луски на голові знаходяться в області ніздрів, де вони були більш рівними і гладкими, ніж на решті тіла, також видно складки шкіри навколо тієї області де раніше розташовувалися ніздрі. При житті над хребтом розташовувався гребінь з невеликих пластин. Повна висота цих пластин у примірника AMIH 5060 не відома, проте несумнівно складала не менше 8 сантиметрів. Пальці едмонтозавра були з'єднані перетинкою. Палеонтолог Генрі Осборн вважав, що це було пристосуванням до плавання. Пізніше Роберт Беккер припустив, що ця перетинка пом'якшувала ходу, як подушечки деяких сучасних ссавців, наприклад собак. Як і на передпліччі, на гомілці лусочки були великими. Відбитки шкіри на інших частинах ніг едмонтозавра невідомі, є тільки відбитки шкіри стегна іншого гадрозаврида — ламбеозавра.
У примірника AMNH 5060 хвіст не знайдений, але є останки шкіри хвоста у деяких інших екземплярів, наприклад у знайденого в формації Гелл-Крік в Монтані, одного хвоста, який деякі вчені вважають приналежним анатотітану. У цього зразка спинний гребінь досягав 8 см у висоту і 5 в ширину. Інший хвіст, як вдалося визначити, належав неповнолітньому представникові виду Е. annectens.
|         | Едмонтозавр                                                |
|         |                                                            |
| unnamed | \| \| Брахілофозавр \| \| \| \| \| \| Майазавр \| \| \| \| |
|         | \| \| Брахілофозавр \| \| \| \| \| \| Майазавр \| \| \| \| |
|         | Брахілофозавр                                              |
|         |                                                            |
|         | Майазавр                                                   |
|         |                                                            |

|  | Брахілофозавр |
|  |               |
|  | Майазавр      |
|  |               |

|         | Едмонтозавр                                                |
|         |                                                            |
| unnamed | \| \| Брахілофозавр \| \| \| \| \| \| Майазавр \| \| \| \| |
|         | \| \| Брахілофозавр \| \| \| \| \| \| Майазавр \| \| \| \| |
|         | Брахілофозавр                                              |
|         |                                                            |
|         | Майазавр                                                   |
|         |                                                            |

|  | Брахілофозавр |
|  |               |
|  | Майазавр      |
|  |               |

|         | Едмонтозавр                                                |
|         |                                                            |
| unnamed | \| \| Брахілофозавр \| \| \| \| \| \| Майазавр \| \| \| \| |
|         | \| \| Брахілофозавр \| \| \| \| \| \| Майазавр \| \| \| \| |
|         | Брахілофозавр                                              |
|         |                                                            |
|         | Майазавр                                                   |
|         |                                                            |

|  | Брахілофозавр |
|  |               |
|  | Майазавр      |
|  |               |

|         | Едмонтозавр                                                |
|         |                                                            |
| unnamed | \| \| Брахілофозавр \| \| \| \| \| \| Майазавр \| \| \| \| |
|         | \| \| Брахілофозавр \| \| \| \| \| \| Майазавр \| \| \| \| |
|         | Брахілофозавр                                              |
|         |                                                            |
|         | Майазавр                                                   |
|         |                                                            |

|  | Брахілофозавр |
|  |               |
|  | Майазавр      |
|  |               |

|  | Крітозавр         |
|  |                   |
|  | Naashoibitosaurus |
|  |                   |
|  | Зауролоф          |
|  |                   |

|         | Едмонтозавр                                                |
|         |                                                            |
| unnamed | \| \| Брахілофозавр \| \| \| \| \| \| Майазавр \| \| \| \| |
|         | \| \| Брахілофозавр \| \| \| \| \| \| Майазавр \| \| \| \| |
|         | Брахілофозавр                                              |
|         |                                                            |
|         | Майазавр                                                   |
|         |                                                            |

|  | Брахілофозавр |
|  |               |
|  | Майазавр      |
|  |               |

|         | Едмонтозавр                                                |
|         |                                                            |
| unnamed | \| \| Брахілофозавр \| \| \| \| \| \| Майазавр \| \| \| \| |
|         | \| \| Брахілофозавр \| \| \| \| \| \| Майазавр \| \| \| \| |
|         | Брахілофозавр                                              |
|         |                                                            |
|         | Майазавр                                                   |
|         |                                                            |

|  | Брахілофозавр |
|  |               |
|  | Майазавр      |
|  |               |

|         | Едмонтозавр                                                |
|         |                                                            |
| unnamed | \| \| Брахілофозавр \| \| \| \| \| \| Майазавр \| \| \| \| |
|         | \| \| Брахілофозавр \| \| \| \| \| \| Майазавр \| \| \| \| |
|         | Брахілофозавр                                              |
|         |                                                            |
|         | Майазавр                                                   |
|         |                                                            |

|  | Брахілофозавр |
|  |               |
|  | Майазавр      |
|  |               |

|         | Едмонтозавр                                                |
|         |                                                            |
| unnamed | \| \| Брахілофозавр \| \| \| \| \| \| Майазавр \| \| \| \| |
|         | \| \| Брахілофозавр \| \| \| \| \| \| Майазавр \| \| \| \| |
|         | Брахілофозавр                                              |
|         |                                                            |
|         | Майазавр                                                   |
|         |                                                            |

|  | Брахілофозавр |
|  |               |
|  | Майазавр      |
|  |               |

|  | Крітозавр         |
|  |                   |
|  | Naashoibitosaurus |
|  |                   |
|  | Зауролоф          |
|  |                   |

|         | Едмонтозавр                                                |
|         |                                                            |
| unnamed | \| \| Брахілофозавр \| \| \| \| \| \| Майазавр \| \| \| \| |
|         | \| \| Брахілофозавр \| \| \| \| \| \| Майазавр \| \| \| \| |
|         | Брахілофозавр                                              |
|         |                                                            |
|         | Майазавр                                                   |
|         |                                                            |

|  | Брахілофозавр |
|  |               |
|  | Майазавр      |
|  |               |

|         | Едмонтозавр                                                |
|         |                                                            |
| unnamed | \| \| Брахілофозавр \| \| \| \| \| \| Майазавр \| \| \| \| |
|         | \| \| Брахілофозавр \| \| \| \| \| \| Майазавр \| \| \| \| |
|         | Брахілофозавр                                              |
|         |                                                            |
|         | Майазавр                                                   |
|         |                                                            |

|  | Брахілофозавр |
|  |               |
|  | Майазавр      |
|  |               |

|         | Едмонтозавр                                                |
|         |                                                            |
| unnamed | \| \| Брахілофозавр \| \| \| \| \| \| Майазавр \| \| \| \| |
|         | \| \| Брахілофозавр \| \| \| \| \| \| Майазавр \| \| \| \| |
|         | Брахілофозавр                                              |
|         |                                                            |
|         | Майазавр                                                   |
|         |                                                            |

|  | Брахілофозавр |
|  |               |
|  | Майазавр      |
|  |               |

|         | Едмонтозавр                                                |
|         |                                                            |
| unnamed | \| \| Брахілофозавр \| \| \| \| \| \| Майазавр \| \| \| \| |
|         | \| \| Брахілофозавр \| \| \| \| \| \| Майазавр \| \| \| \| |
|         | Брахілофозавр                                              |
|         |                                                            |
|         | Майазавр                                                   |
|         |                                                            |

|  | Брахілофозавр |
|  |               |
|  | Майазавр      |
|  |               |

|  | Крітозавр         |
|  |                   |
|  | Naashoibitosaurus |
|  |                   |
|  | Зауролоф          |
|  |                   |

|         | Едмонтозавр                                                |
|         |                                                            |
| unnamed | \| \| Брахілофозавр \| \| \| \| \| \| Майазавр \| \| \| \| |
|         | \| \| Брахілофозавр \| \| \| \| \| \| Майазавр \| \| \| \| |
|         | Брахілофозавр                                              |
|         |                                                            |
|         | Майазавр                                                   |
|         |                                                            |

|  | Брахілофозавр |
|  |               |
|  | Майазавр      |
|  |               |

|         | Едмонтозавр                                                |
|         |                                                            |
| unnamed | \| \| Брахілофозавр \| \| \| \| \| \| Майазавр \| \| \| \| |
|         | \| \| Брахілофозавр \| \| \| \| \| \| Майазавр \| \| \| \| |
|         | Брахілофозавр                                              |
|         |                                                            |
|         | Майазавр                                                   |
|         |                                                            |

|  | Брахілофозавр |
|  |               |
|  | Майазавр      |
|  |               |

|         | Едмонтозавр                                                |
|         |                                                            |
| unnamed | \| \| Брахілофозавр \| \| \| \| \| \| Майазавр \| \| \| \| |
|         | \| \| Брахілофозавр \| \| \| \| \| \| Майазавр \| \| \| \| |
|         | Брахілофозавр                                              |
|         |                                                            |
|         | Майазавр                                                   |
|         |                                                            |

|  | Брахілофозавр |
|  |               |
|  | Майазавр      |
|  |               |

|         | Едмонтозавр                                                |
|         |                                                            |
| unnamed | \| \| Брахілофозавр \| \| \| \| \| \| Майазавр \| \| \| \| |
|         | \| \| Брахілофозавр \| \| \| \| \| \| Майазавр \| \| \| \| |
|         | Брахілофозавр                                              |
|         |                                                            |
|         | Майазавр                                                   |
|         |                                                            |

|  | Брахілофозавр |
|  |               |
|  | Майазавр      |
|  |               |

|  | Крітозавр         |
|  |                   |
|  | Naashoibitosaurus |
|  |                   |
|  | Зауролоф          |
|  |                   |

|         | Едмонтозавр                                              |
|         |                                                          |
| unnamed | \| \| Прозауролоф \| \| \| \| \| \| Зауролоф \| \| \| \| |
|         | \| \| Прозауролоф \| \| \| \| \| \| Зауролоф \| \| \| \| |
|         | Прозауролоф                                              |
|         |                                                          |
|         | Зауролоф                                                 |
|         |                                                          |

|  | Прозауролоф |
|  |             |
|  | Зауролоф    |
|  |             |

|         | Гріпозавр                                                  |
|         |                                                            |
| unnamed | \| \| Брахілофозавр \| \| \| \| \| \| Майазавр \| \| \| \| |
|         | \| \| Брахілофозавр \| \| \| \| \| \| Майазавр \| \| \| \| |
|         | Брахілофозавр                                              |
|         |                                                            |
|         | Майазавр                                                   |
|         |                                                            |

|  | Брахілофозавр |
|  |               |
|  | Майазавр      |
|  |               |

|         | Гріпозавр                                                  |
|         |                                                            |
| unnamed | \| \| Брахілофозавр \| \| \| \| \| \| Майазавр \| \| \| \| |
|         | \| \| Брахілофозавр \| \| \| \| \| \| Майазавр \| \| \| \| |
|         | Брахілофозавр                                              |
|         |                                                            |
|         | Майазавр                                                   |
|         |                                                            |

|  | Брахілофозавр |
|  |               |
|  | Майазавр      |
|  |               |

|         | Едмонтозавр                                              |
|         |                                                          |
| unnamed | \| \| Прозауролоф \| \| \| \| \| \| Зауролоф \| \| \| \| |
|         | \| \| Прозауролоф \| \| \| \| \| \| Зауролоф \| \| \| \| |
|         | Прозауролоф                                              |
|         |                                                          |
|         | Зауролоф                                                 |
|         |                                                          |

|  | Прозауролоф |
|  |             |
|  | Зауролоф    |
|  |             |

|         | Гріпозавр                                                  |
|         |                                                            |
| unnamed | \| \| Брахілофозавр \| \| \| \| \| \| Майазавр \| \| \| \| |
|         | \| \| Брахілофозавр \| \| \| \| \| \| Майазавр \| \| \| \| |
|         | Брахілофозавр                                              |
|         |                                                            |
|         | Майазавр                                                   |
|         |                                                            |

|  | Брахілофозавр |
|  |               |
|  | Майазавр      |
|  |               |

|         | Гріпозавр                                                  |
|         |                                                            |
| unnamed | \| \| Брахілофозавр \| \| \| \| \| \| Майазавр \| \| \| \| |
|         | \| \| Брахілофозавр \| \| \| \| \| \| Майазавр \| \| \| \| |
|         | Брахілофозавр                                              |
|         |                                                            |
|         | Майазавр                                                   |
|         |                                                            |

|  | Брахілофозавр |
|  |               |
|  | Майазавр      |
|  |               |

|         | Едмонтозавр                                              |
|         |                                                          |
| unnamed | \| \| Прозауролоф \| \| \| \| \| \| Зауролоф \| \| \| \| |
|         | \| \| Прозауролоф \| \| \| \| \| \| Зауролоф \| \| \| \| |
|         | Прозауролоф                                              |
|         |                                                          |
|         | Зауролоф                                                 |
|         |                                                          |

|  | Прозауролоф |
|  |             |
|  | Зауролоф    |
|  |             |

|         | Гріпозавр                                                  |
|         |                                                            |
| unnamed | \| \| Брахілофозавр \| \| \| \| \| \| Майазавр \| \| \| \| |
|         | \| \| Брахілофозавр \| \| \| \| \| \| Майазавр \| \| \| \| |
|         | Брахілофозавр                                              |
|         |                                                            |
|         | Майазавр                                                   |
|         |                                                            |

|  | Брахілофозавр |
|  |               |
|  | Майазавр      |
|  |               |

|         | Гріпозавр                                                  |
|         |                                                            |
| unnamed | \| \| Брахілофозавр \| \| \| \| \| \| Майазавр \| \| \| \| |
|         | \| \| Брахілофозавр \| \| \| \| \| \| Майазавр \| \| \| \| |
|         | Брахілофозавр                                              |
|         |                                                            |
|         | Майазавр                                                   |
|         |                                                            |

|  | Брахілофозавр |
|  |               |
|  | Майазавр      |
|  |               |

|         | Едмонтозавр                                              |
|         |                                                          |
| unnamed | \| \| Прозауролоф \| \| \| \| \| \| Зауролоф \| \| \| \| |
|         | \| \| Прозауролоф \| \| \| \| \| \| Зауролоф \| \| \| \| |
|         | Прозауролоф                                              |
|         |                                                          |
|         | Зауролоф                                                 |
|         |                                                          |

|  | Прозауролоф |
|  |             |
|  | Зауролоф    |
|  |             |

|         | Гріпозавр                                                  |
|         |                                                            |
| unnamed | \| \| Брахілофозавр \| \| \| \| \| \| Майазавр \| \| \| \| |
|         | \| \| Брахілофозавр \| \| \| \| \| \| Майазавр \| \| \| \| |
|         | Брахілофозавр                                              |
|         |                                                            |
|         | Майазавр                                                   |
|         |                                                            |

|  | Брахілофозавр |
|  |               |
|  | Майазавр      |
|  |               |

|         | Гріпозавр                                                  |
|         |                                                            |
| unnamed | \| \| Брахілофозавр \| \| \| \| \| \| Майазавр \| \| \| \| |
|         | \| \| Брахілофозавр \| \| \| \| \| \| Майазавр \| \| \| \| |
|         | Брахілофозавр                                              |
|         |                                                            |
|         | Майазавр                                                   |
|         |                                                            |

|  | Брахілофозавр |
|  |               |
|  | Майазавр      |
|  |               |

Едмонтозавр був великим гадрозавридом з підродини гадрозаврин, у яких, на відміну від ламбеозаврин, не було гребеня. Іншими представниками цієї підродини були: брахілофозавр, гріпозавр, лофоротон, майазавр, Naashoibitosaurus, прозауролоф, і зауролоф. Найбільш близьким родом до едмонтозавра був анатотитан, деякі вчені вважають, що, можливо, це один і той же вид. Дуже великий гадрозаврид з Китаю — шантунгозавр теж дуже на нього схожий; палеонтолог Бретт Сермен стверджує, що вони нічим не відрізняються крім того, що останки, віднесені до шантунгозавра, були більш великими.
Точне місце едмонтозавра на еволюційному дереві гадрозаврид не встановлено. На кладограмах, створених Луллія в 1942 ріку, найближчим родичем едмонтозавра був так званий анатозавр, який мав з ним одного предка. На іншій кладограмі, створеній Гейтсом і Скоттом Семпсоном, анатотітан, шантунгозавр і едмонтозавр були найближчими родичами зауролофа, в той час як брахілофозавр і гріозавр доводились йому більш далекими родичами. Ті ж результати отримали Террі Гатес і Скотт Семпсон в 2007 році. У 2004 році Хорнер припустив, що едмонтозавр був близьким родичем майазавра і брахілофозавра, а завролоф на еволюційному дереві перебуває далі від нього.

## Історія вивчення

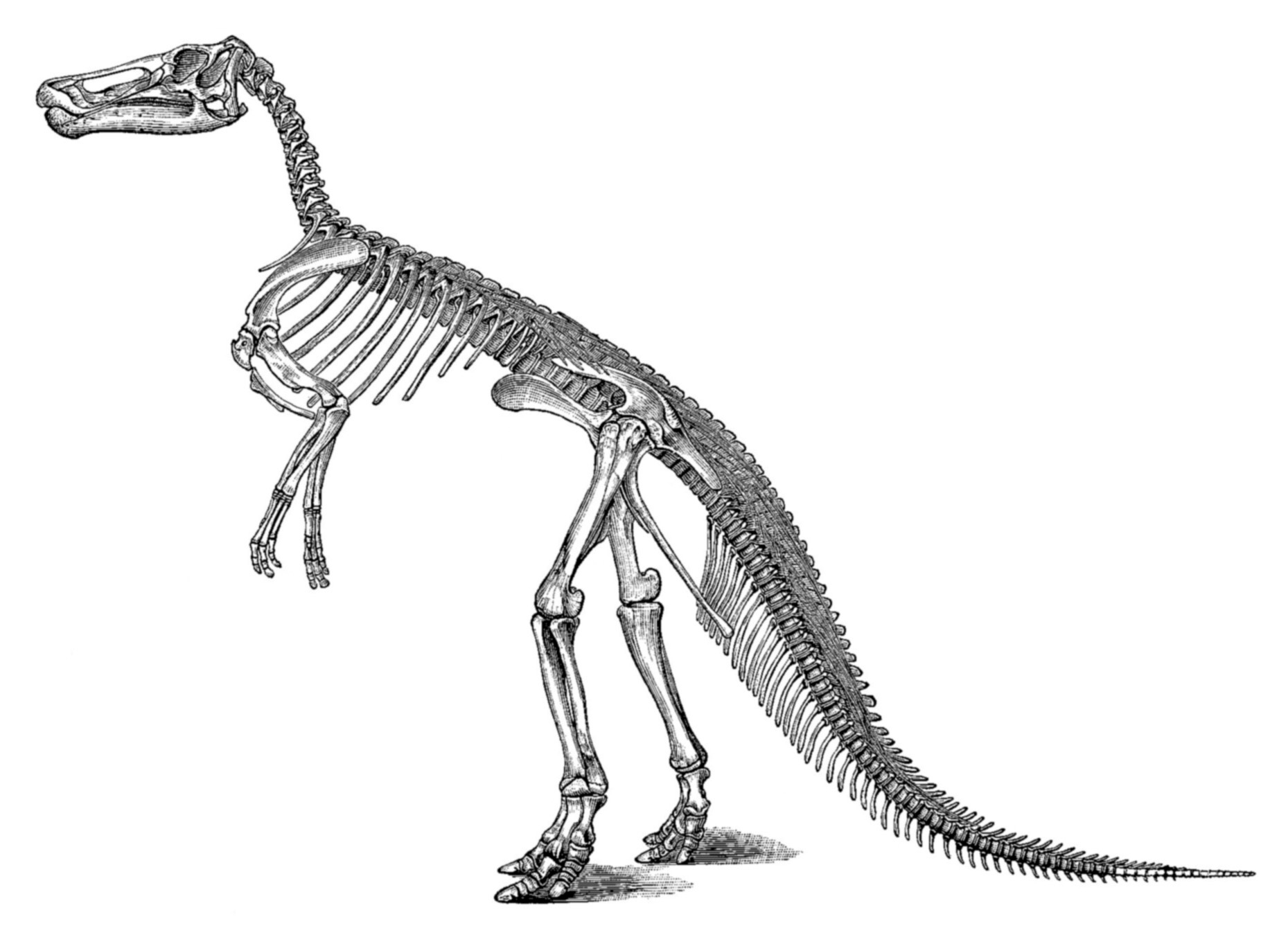
Реконструкція скелета так званого Claosaurus annectens виконана Чарльзом Маршем

Майже півстоліття у таксономії едмонтозавра панувала плутанина, багато екземплярів виділялися в окремі роди.
Всього на підставі останків, які тепер відносять до едмонтозавра, було описано шість родів: Cionodon, Diclonius, Ornithotarsus, Pteropelyx, Thespesius, Trachodon, Anatosaurus, Anatosaurus и Claosaurus. Перші останки едмонтозавра були знайдені в 1892 році й віднесені до роду  Claosaurus, згодом ці останки були виділені в вид E. annectens. Типовой вид E. regalis був вивчений і описаний в 1917 році.
Перші останки, що належать до едмонтозавру, були знайдені Едвардом Копом в 1871 і віднесені до виду Trachodon atavus (Згодом дані останки зарахували до описаного в 1917 році E. regalis, хоча за правилами Міжнародного кодексу зоологічної номенклатури більш старі назви таксонів мають перевагу над новими, то тобто взагалі едмонтозавр мав називатися Trachodon atavus). У 1874 році Едвардом Копом був виявлений Agathaumas (один хребець і частина гомілки). Того ж року він відніс ці останки до виду Hadrosaurus occidentalis, наразі їх втрачено. Як і Trachodon atavus, Agathaumas milo згодом був віднесений до E. regalis, жоден з цих видів не мав широкого визнання й не згадувався у відомих монографіях Луллія а по гадрозавра. Набагато більше в цьому відношенні пощастило Trachodon selwyni, описаному Лоуренсом Ламбе за рештками, знайденими в формації парку динозаврів в 1902 році, характерною особливістю якого був дуже сплющений череп, він був вивчений і описаний Маршем в 1871 році. У 1997 році його було синонімізовано з E. regalis.

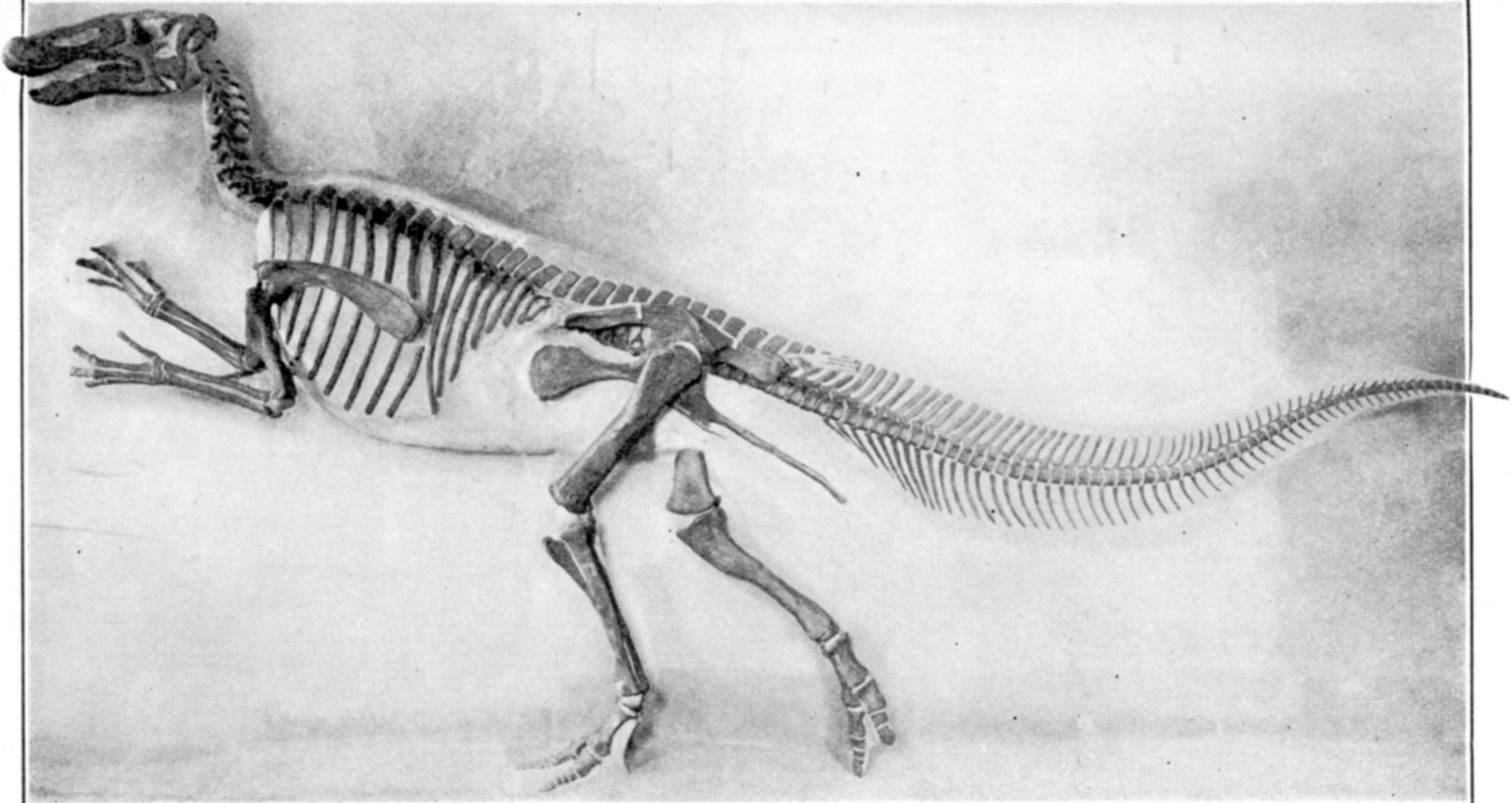
Скелет Claosaurus annectens

У 1891 у Джон Белл Хетчер в Вайомінгу виявив два майже повних скелета гадрозаврид (в обох був присутній череп), а також ізольований череп гадрозаврида. Потім він передав ці останки на вивчення Чарльзу Маршу, який відніс їх до виду Claosaurus annectens і дав їм порядкові номери USNM 2414 и YPM 2182. Ці екземпляри були першими по-справжньому добре збереженими кістяками динозаврів в Америці. Зразок YPM 2182 був виставлений в музеї в 1901, а USNM 2414 в 1904. Після смерті Маршу в 1897 у ці екземпляри відносили чи до роду Thespesius, чи до Trachodon. Різні фахівці класифікували гадрозаврид по різному, деякі поділяли всі описані види, інші навпаки всіх гадрозарид відносили до першого вивченого виду — Hadrosaurus foulkii, або ж до роду Trachodon, так як Hadrosaurus foulkii було засновано на занадто фрагментарному матеріалі. У 1915 році Чарльз Гілмор припустив, що Claosaurus annectens є синонімом Thespesius західна. У цей час було знайдено ще два зразки віднесених до Claosaurus annectens. Перший — AMNH 5060 — був виявлений в 1908 Чарльзом Штернбергом і його синами в формації Ласк, в Вайомінгу — Штернберг працював на музей природознавства в Лондоні, але скам‘янілість викупив американський музей природної історії за 2000 доларів. Другий примірник був також знайдений Штренбергом в 1910. Цей екземпляр зберігся не так добре як AMNH 5060, але також мав залишки скам'янілої луски. Він був проданий музею в Шенкенберзі (Німеччина).